# Juri Wladimirowitsch Medwedkow
Juri Wladimirowitsch Medwedkow (russisch Юрий Владимирович Медведков; * 25. Februar 1928 in Joschkar-Ola) ist ein sowjetisch-US-amerikanischer Geograph und Hochschullehrer.

## Leben
Medwedkow studierte am Staatlichen Moskauer Institut für Internationale Beziehungen (MGIMO) mit Abschluss 1950 und begann dann die dreijährige Aspirantur im Moskauer Geographie-Institut der Akademie der Wissenschaften der UdSSR (AN-SSSR, seit 1991 Russische Akademie der Wissenschaften (RAN)). Bereits als Student hatte er sich selbständig die Methoden der praktischen Mathematik angeeignet. 1953 verteidigte er seine Dissertation über die Ökonomie und Geographie des pazifischen Nordwestens der USA mit Erfolg für die Promotion zum Kandidaten der geographischen Wissenschaften.
Medwedkow arbeitete nun im 1952 gegründeten Moskauer Institut für wissenschaftliche Information, wo er auf die neuesten internationalen Veröffentlichungen zugreifen konnte. Er beteiligte sich an der Mathematisierung der Sozialwissenschaften und leitete ab 1963 die Geographie-Abteilung des Instituts für Wissenschaftliche Information. Er verfasste landeskundliche Studien über die Länder Ost- und Südafrikas.
Mit L. I. Wassilewski, Weniamin Gochman, Juli Lipez und Issaak Majergrois hatte Medwedkow das zweiwöchentliche Seminar über neue Untersuchungsmethoden der Wirtschaftsgeographie in der Abteilung für Wirtschaftsgeographie der Moskauer Filiale der Geographischen Gesellschaft der UdSSR gegründet. In seinem 1964–1966 entstandenen grundlegenden dreibändigen Werk über die Wirtschaftsgeographie der Kapitalistischen Welt hatte er als Erster in der UdSSR quantitative Methoden zur Beschreibung der Phänomene benutzt. Im dritten Band über Siedlungsstrukturen benutzte er erstmals entropische Modelle. 1967 verteidigte er seine Doktor-Dissertation über die Modellierung von Siedlungen mit Erfolg für die Promotion zum Doktor der geographischen Wissenschaften.
Medwedkow leitete ab 1970 das Laboratorium für Ökologie der Weltgesundheitsorganisation (WHO) in Genf. Die damit verbundenen Reisemöglichkeiten erlaubten ihm die Teilnahme an internationalen Tagungen und die Beteiligung an der Arbeit der Internationalen Geographischen Union (IGU), sodass er wesentlich zur Organisation des XXIII. Kongresses 1976 der IGU in Moskau beitrug. In den 1970er Jahren hielt er eine Vorlesung über ausländische Theorien der Wirtschaftsgeographie am Lehrstuhl für Wirtschaftsgeographie der UdSSR der Lomonossow-Universität Moskau. Mit der WHO bereitete er einen UNO-Kongress über die menschliche Umwelt für den Herbst 1972 vor. Als er 1972 zu einer Tagung über die Anwendung mathematischer Methoden in der Geographie in die UdSSR zurückkam, wurde ihm mitgeteilt, dass er nicht mehr ausreisen könne, weil die UdSSR den UNO-Umwelt-Kongress wegen der Nichteinladung der DDR boykottiere. Auch konnte er nicht mehr im Institut für wissenschaftliche Information arbeiten.
Dank der Bemühungen des Wirtschaftsgeographen Alexei Minz (Sohn des Physikers Alexander Minz) erhielt Medwedkow eine Anstellung als führender wissenschaftlicher Mitarbeiter im Geographie-Institut, wo er ab 1974 das neue Laboratorium für Ökologie des Menschen leitete und ein interdisziplinäres Seminar organisierte. 1978 schrieb er ein Buch über den Menschen und die städtische Umwelt.
Wegen der andauernden Reisebeschränkung konnte Medwedkow nicht mehr mit den ausländischen Kollegen zusammenarbeiten. Im Zusammenhang mit seinen ökologischen Studien beschäftigte er sich auch mit Problemen der nuklearen Abrüstung, was die Aufmerksamkeit der Sicherheitsbehörden erregte. 1981 beantragten er und seine Frau Olga Lwowna Medwedkowa, die auch im Geographie-Institut arbeitete, ihre Ausreise aus der UdSSR, worauf sie zu den Refuseniks gehörten. Auf die Familie und die Laboratoriumsmitarbeiter wurde von Teilen der Institutsleitung politischer Druck ausgeübt. Hinweise auf Arbeiten der Medwedkows durften in wissenschaftlichen Aufsätzen nicht mehr erscheinen. Eine Arbeitsgruppe sollte für die Aberkennung der akademischen Grade Medwedkows sorgen. aber sie erfüllte ihre Aufgabe nicht. Medwedkow wurde zum wissenschaftlichen Junior-Mitarbeiter herabgestuft, und seine Frau war nur noch befristet angestellt. Nach dem Beitritt der Medwedkows zu der von dem Pazifisten und Dissidenten Sergei Batowrin gegründeten Gruppe für Vertrauensbildung zwischen der UdSSR und den USA 1982 verstärkte sich der Druck. 1983 erhielt Medwedkow die Ehrendoktorwürde der Clark University. Im Dezember 1983 wurde die im 4. Monat schwangere Medwedkowa wegen eines Schlages gegen einen Polizisten angeklagt. Nach Fürsprache Margaret Thatchers wurde Medwedkowa im März 1984 zu 2,5 Jahren Haft auf Bewährung mit einer Bewährungszeit von 3 Jahren verurteilt. Als die Medwedkows in ihrem Auto zur Arbeit ins Institut fuhren, überlebten sie einen von KGB-Agenten arrangierten Verkehrsunfall. Am 12. Juni 1986 wurden sie wegen ihrer gesellschaftlichen Tätigkeit aus dem Institut entlassen. Sie gingen auf die Straße mit Sporthemden, auf denen ihre Forderung nach Arbeit entsprechend ihrer Qualifikation geschrieben war. Darauf kamen sie in einen 10-tägigen Arrest. Im September 1986 erhielten sie die Ausreisegenehmigung mit der Anweisung, die UdSSR innerhalb von zwei Tagen zu verlassen.
Medwedkow wurde Professor der Ohio State University. Seine quantitativen Forschungen entsprachen nicht mehr dem geographischen Mainstream in den USA, sodass er sich nun mehr mit der Stadtentwicklung in den Staaten der 1991 aufgelösten UdSSR beschäftigte. Er lehrte bis zu seiner Emeritierung 2006.

## Werke (Auswahl)
- The concept of entropy in settlement pattern analysis. In: Papers of the Regional Science Association. Band 18, Nr. 1, 1967, S. 165–168, doi:10.1007/BF01940320.
- An application of topology in central place analysis. In: Papers in Regional Science. Band 20, Nr. 1, 1968, S. 77–84, doi:10.1111/j.1435-5597.1968.tb01389.x.
- Entropy: an assessment of potentialities in geography. In: Economic Geography. Band 46, Nr. 1, 1970, S. 306–316, doi:10.2307/143146.
- Internal structure of a city: an ecological assessment. In: Papers in Regional Science. Band 27, Nr. 1, 1971, S. 95–118, doi:10.1111/j.1435-5597.1971.tb01506.x.